# Minturno
Minturno é uma comuna italiana da região do Lácio, província de Latina, com cerca de 17.672 habitantes. Estende-se por uma área de 42 km², tendo uma densidade populacional de 421 hab/km². Faz fronteira com Coreno Ausonio (FR), Formia, Santi Cosma e Damiano, Sessa Aurunca (CE), Spigno Saturnia.
Era conhecida como Minturnas (em latim: Minturnae) no período romano.

## Demografia
| Variação demográfica do município entre 1861 e 2011                               |
|                                                                                   |
| Fonte: Istituto Nazionale di Statistica (ISTAT) - Elaboração gráfica da Wikipedia |